# جمال الدين القفطي
جمال الدين أبو الحسن علي بن يوسف القِفْطِي (568هـ/1172م - 646هـ/1248م) مؤرخ وطبيب عربي. ولد في قفط من صعيد مصر وسكن حلب، تولى منصب قضائي في أيام الملك الظاهر، ثم الوزارة في أيام الملك العزيز سنة 633 هـ) وأطلق عليه لقب «الوزير الأكرم» وكان صدرًا محتشمًا، جماعا للكتب، تساوي مكتبته خمسين ألف دينار، لا يحب من الدنيا سواها، ولم يكن له دار ولا زوجة، وتوفي بحلب.

## سيرته
هو أبو الحسن علي بن يوسف القفطي ويلقب بجمال الدين ويعرف بالقاضي الأكرم، ولد القفطي في بيت علم وكان أبوه يوسف بن إبراهيم بن عبد الواحد الشيباني من علماء القوم ووجوههم ويلقب بالقاضي الاشرف، وهو عربي من بني شيبان، وكان كاتبا ناصع البيان متصرفا في ضروب الإنشاء، وكانت أمه بدوية من عرب قضاعة، فصيحة مطبوعة تحفظ الشعر وترويه.
نشأ وتلقى دروسه الأولى في قفط ثم ذهب إلى القاهرة وتعلم على محمد بن محمد بن بنان الانباري فأخذ منه جميع روياته وسمع منه الصحاح في اللغة للجواهري وذهب للأسكندرية ولقى عالمها الحافظ أبا الطاهر أحمد بن محمد السلفي الملقب بصدر الدين، ودرس عليه وحدث عنه كثيرا في كتابه الإنباه.
عاد إلى قفط والتقى بصالح بن عادي العذري الأنماطي النحوي القفطي وكان من من نبغ في النحو وتتبع مسائله والإحاطة بأصوله فلزمه وحمل عنه علما كثيرا، وخالط علماء قفط وأخذ عنهم وأفادوا منه وناظر أدباءها وساجل شعراءها وأصبح من المعروفين بالعلم وهو دون الثالثة والعشرين من عمره.

## من تصانيفه
- إخبار العلماء بأخبار الحكماء - ط» مختصرة
- إنباه الرواة على أنباه النحاة - ط ثلاثة مجلدات منه
- الدر الثمين في أخبار المتيمين
- أخبار مصر، في ستة أجزاء
- تاريخ اليمن
- بقية تاريخ السلجوقية
- أخبار آل مرداس
- أخبار المصنفين وما صنفوه
- إصلاح خلل الصحاح، للجوهري،
- نهزة الخاطر» في الأدب
- كتاب المحمدين من الشعراء. رتبه على الآباء وبلغ به محمد بن سعيد.
- وكتب عن الحسن بن الهيثم